# Firstload
Firstload ist eine kommerzielle Filesharing-Plattform, welche unter anderem einen Zugriff auf das Usenet zur Verfügung stellt. Firstload wird hauptsächlich zum Datenaustausch (bzw. Download) von Software, Musik und Filmen verwendet.

## Gründung
Gegründet wurde die Firstload von der Firma Verimount. Die Betreiber sind Robert Fritzmann und sein Sohn Valentin Fritzmann. Der aktuelle Medieninhaber ist „USEPRO FZE“. Unternehmensgegenstand ist „Anbieten von IT-Dienstleistungen“.

## Angebot und Mitgliedschaft
Der Dienst bietet Zugang zu über 60.000 Newsgroups und damit auch auf eine große Auswahl an Software. Das System ermöglicht es, anonym und unzensiert die vorhandenen Daten zu beziehen.
Um die Plattform verwenden zu können, ist eine einmalige Registrierung notwendig. Die Registrierung ist kostenlos. Es ist aber zu beachten, dass nach der 14-tägigen Testversion automatisch ein kostenpflichtiges Abo, mit variabler Dauer von bis zu jeweils 6 Monaten, abgeschlossen wird. Um Kosten zu vermeiden, muss das Abo innerhalb der kostenlosen Test-Zeit gekündigt werden.
Firstload verstößt gegen die gesetzlich vorgeschriebene Button-Lösung. Diese Vorschrift soll Konsumenten davor schützen, in eine Kostenfalle zu treten. Da es bei der Registrierung nicht ersichtlich ist, dass Kosten automatisch nach dem Ablaufen der Testperiode anfallen, steht dieser Prozess im Konflikt mit dieser Vorschrift. Auch der Button, über welchem die Registrierung abgeschlossen wird, entspricht nicht den gesetzlichen Vorgaben. Die Aufschrift „Sign-In“ ist nach der Buttonlösung nicht zulässig, da nicht darauf hingewiesen wird, dass mit diesem „Klick“ Kosten entstehen können.

## Vorwürfe der Abzocke und des Betruges
Der Filesharing-Dienst wurde schon öfter negativ in der Presse erwähnt.
2005 gab es in Deutschland einen großen Aufschrei, da Firstload nicht ausreichend darauf hinwies, dass es sich bei der Registrierung nur um einen Testzugang handelt, welcher danach automatisch kostenpflichtig wird. Weiteres gab es mehrere Fälle, in welchen die fristgerechten Kündigungen einfach ignoriert wurden und trotzdem von den Konten der Betroffenen abgebucht wurde.
2008 wurde davor gewarnt, dass rechtliche Grauzonen existieren, welche Firstload ausnütze. Auf der Filesharing-Plattform werden urheberrechtlich geschützte Inhalte zum freien Download angeboten, wofür aber keine Lizenzgebühren an die Rechteinhaber entrichtet werden.
Trotz der negativen Pressemeldungen änderte Firstload nichts an diesem Abo-Modell.
2011 fiel Firstload wieder negativ auf, da das Portal Computerbetrug.de ebenfalls vor Firstload warnte. Es wurde, wie in den älteren Pressemeldungen, wieder darauf hingewiesen, dass auf der Plattform eine Abo-Falle implementiert ist, welche mit hohen Kosten verbunden ist. Es wurde ebenfalls darauf hingewiesen, dass Firstload spätestens bei der Anmeldung auf die Folgekosten hinweisen müsste.
2014 wies die Verbraucherzentrale Schleswig-Holstein auf die Probleme mit Firstload hin.
Es wurde darauf hingewiesen, dass Firstload seine Kunden mit Versprechungen eines kostenlosen Testabos anlockt, aber bereits bei der Anmeldung Zahlungsdaten hinterlegen werden müssen. Man erhält bei der Anmeldung aber keine genauen Informationen über die Abo-Laufzeit, welche direkt nach der Testzeit beginnt. Weiteres wurde auf die Möglichkeit hingewiesen, bei der Verbraucherzentrale Hilfe zu suchen, falls man in die Abo-Falle getreten ist.